# Cuộc chinh phạt Chōshū lần thứ nhất
Cuộc chinh phạt Chōshū lần thứ nhất (tiếng Nhật: 第一次長州征討, đã Latinh hoá: Đệ nhất thứ Trường Châu chinh thảo) là một cuộc viễn chinh quân sự của Mạc phủ Tokugawa nhằm thảo phạt phiên Chōshū để trả thù cho vụ tấn công vào Hoàng cung ở Kyoto của Chōshū trong sự biến Cấm môn.

## Bối cảnh
Đợt thảo phạt Chōshū lần thứ nhất được Mạc phủ phát động vào ngày 1 tháng 9 năm 1864.
Cuộc xung đột cuối cùng dẫn đến một sự thỏa hiệp thông qua trung gian của phiên Satsuma vào cuối năm 1864. Mặc dù Satsuma lúc đầu định chớp thời cơ làm suy yếu kẻ thù truyền thống Chōshū, nhưng họ nhanh chóng nhận ra rằng ý định của Mạc phủ trước tiên là vô hiệu hóa Chōshū, rồi sau đó chuyển hướng sang đánh dẹp Satsuma. Vì lý do này, Saigō Takamori, một trong những chỉ huy quân Mạc phủ, đã đề xuất tránh giao chiến và thay vào đó buộc các nhà lãnh đạo phải đứng ra chịu trách nhiệm cho cuộc nổi loạn. Chōshū cảm thấy nhẹ nhõm khi chấp nhận điều kiện này, cũng như quân Mạc phủ, chẳng mấy ai quan tâm nhiều đến trận chiến. Do đó, kết thúc cuộc chinh phạt Chōshū thứ nhất mà không cần chiến đấu, như một chiến thắng trên danh nghĩa cho Mạc phủ.